# Claude Calabuig
Claude Calabuig est un footballeur français devenu entraîneur, né le 5 mai 1947 à Saint-Martin-de-Londres (Hérault). Il dirige les joueurs du FC Martigues entre avril 2008 et juillet 2010. Au début de la saison 2010-2011 il est remplacé par Franck Priou à la suite de problèmes médicaux.

## Biographie
Claude Calabuig a fait toute sa carrière de joueur comme défenseur au FC Sète, suivant la progression du club, de la Promotion Honneur (D5) en 1966 à la Division 2, en 1970, puis son retour en Division 3,  en  1977.
Il est ensuite resté dans l'encadrement technique du club des Dauphins, occupant le poste d'entraîneur de l'équipe première, de nombreuses fois. Il a été l'artisan de la remontée de Sète en Ligue 2, en 2005.
Son fils Olivier Calabuig était aussi joueur professionnel.

## Carrière de joueur
- 1966-1979 :  FC Sète

## Carrière d'entraîneur
- 1980-1981 :  FC Sète
- 1981-1983 :  FC Sète
- 1988-1989 :  FC Sète (co-entraîneur avec Slobodan Milosavljević ?)
- 1989-1990 :  FC Sète
- 1991-1996 :  FC Sète
- 1996-1997 :  FC Sète
- 1997-2000 :  FC Sète
- 2000-2003 :  FC Sète (directeur général)
- 2003-Déc. 2005 :  FC Sète
- 2006-2007 :  FU Narbonne (conseiller sportif)
- 2007-avr. 2008 :  AS Béziers
- Avr. 2008-2010 :  FC Martigues

## Palmarès
- 1er du Championnat de France D3, groupe Sud en 1983 (avec le FC Sète)